# الأرمن في روسيا
الأرمن في روسيا أو الأرمن الروس هم المواطنون الروس المنحدرين من أصل أرمني ويُعتبرون أحد أكبر الأقليات العرقية في البلاد وأكبر جالية أرمينية في الشتات خارج أرمينيا. وفقًا لتعداد سكان روسيا عام 2010، يوجد 1،182،388 أرمني في البلاد. لكن تُشير أرقام مختلفة إلى أن عدد المنحدرين من أصل أرمني في روسيا يتجاوز في الواقع مليوني نسمة. يسكن الأرمن مناطق مختلفة بما في ذلك موسكو وسانت بطرسبرغ وكراسنودار كراي وشمال القوقاز وفلاديفوستوك.

## التاريخ

### العصور المبكرة
كان هناك وجود أرمني في روسيا منذ أواخر العصور الوسطى، عندما توجّه العديد من الحرفيين والتجار الأرمن شمالًا إلى شبه جزيرة القرم وشمال القوقاز من أجل إقامة علاقات تجارية واسعة.

### الإمبراطورية الروسية

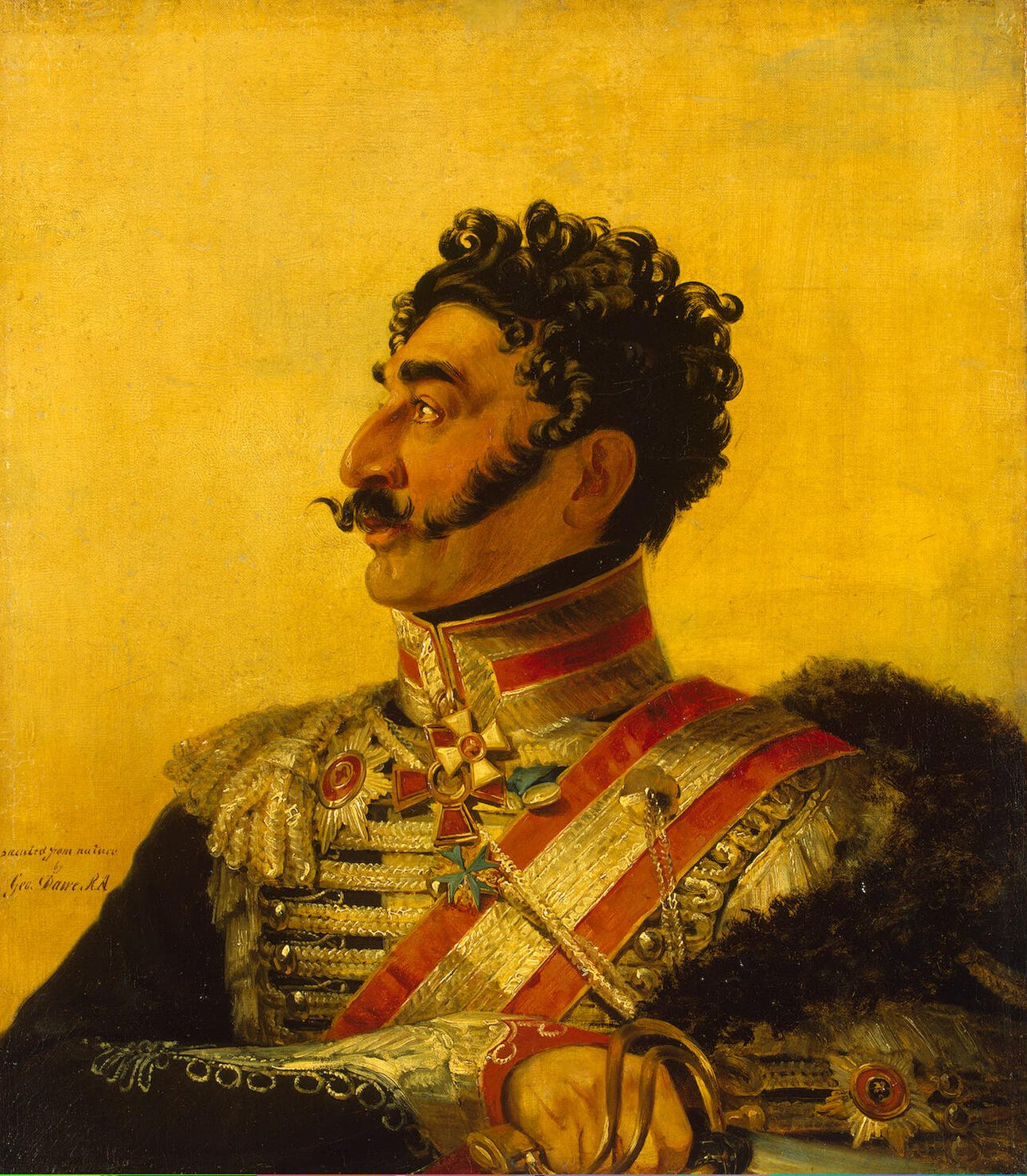
صورة للجنرال الروسي الأرمني فاليريان مدياتوف، رسم جورج داو من المعرض العسكري، 1820

كان عدد كبير من الأرمن يعيشون في الإمبراطورية الروسية قبل عشرينيات القرن التاسع عشر. بعد تدمير آخر الدول الأرمنية المستقلة المتبقية في العصور الوسطى، تفكّكت طبقة النبلاء، تاركةً المجتمع الأرمني يتألّف من كتلة من الفلاحين بالإضافة إلى الطبقة الوسطى التي تألفت من الحرفيين والتجار. كان الأرمن يعيشون في معظم مدن ما وراء القوقاز. في بداية القرن التاسع عشر، شكّلوا غالبية السكان في مدن مثل تبليسي. باشرَ التجار الأرمن بتجارتهم في جميع أنحاء العالم وأقام العديد منهم قاعدة تجارية داخل روسيا. في عام 1778، دعت كاترين الثانية التجار الأرمن للانتقال من شبه جزيرة القرم إلى روسيا وأنشؤوا مستوطنة في نور ناخيتشيفان بالقرب من روستوف على نهر الدون. رحّبت الطبقات الحاكمة الروسية بمهارات الأرمن في تنظيم المشاريع كدعم للاقتصاد.
ازدهر الأرمن المنتمين للطبقة المتوسطة في ظل الحكم الروسي وكانوا أول من اغتنم الفرص الجديدة وتحولوا إلى برجوازية مزدهرة عندما وصلت الرأسمالية والتصنيع إلى ما وراء القوقاز في النصف الأخير من القرن التاسع عشر. كان الأرمن أكثر مهارة في التكيف مع الظروف الاقتصادية الجديدة من جيرانهم في ما وراء القوقاز، أي الجورجيين والأذريين. أصبحوا العنصر الأقوى في الحياة البلدية في تبليسي، المدينة التي اعتبرها الجورجيون عاصمتهم، وفي أواخر القرن التاسع عشر بدأوا في شراء أراضي النبلاء الجورجيين، الذين سقطوا في تدهور بعد تحرير عبيدهم. سارع رجال الأعمال الأرمن إلى استغلال الطفرة النفطية التي بدأت في القوقاز في سبعينيات القرن التاسع عشر، حيث كانت لهم استثمارات كبيرة في حقول النفط في باكو في أذربيجان ومصافي باطوم على ساحل البحر الأسود. كل هذا يعني أن التوترات بين الأرمن والجورجيين والأذريين في ما وراء القوقاز الروسي لم تكن ببساطة عرقية أو دينية بطبيعتها ولكن كانت بسبب عوامل اجتماعية واقتصادية أيضًا. ومع ذلك، على الرغم من الصورة الشعبية للأرمني النموذجي كرجل أعمال ناجح، كان في نهاية القرن التاسع عشر 80٪ من الأرمن الروس لا يزالون فلّاحين يعملون في الأرض.

### روسيا السوفيتية والاتحاد الروسي

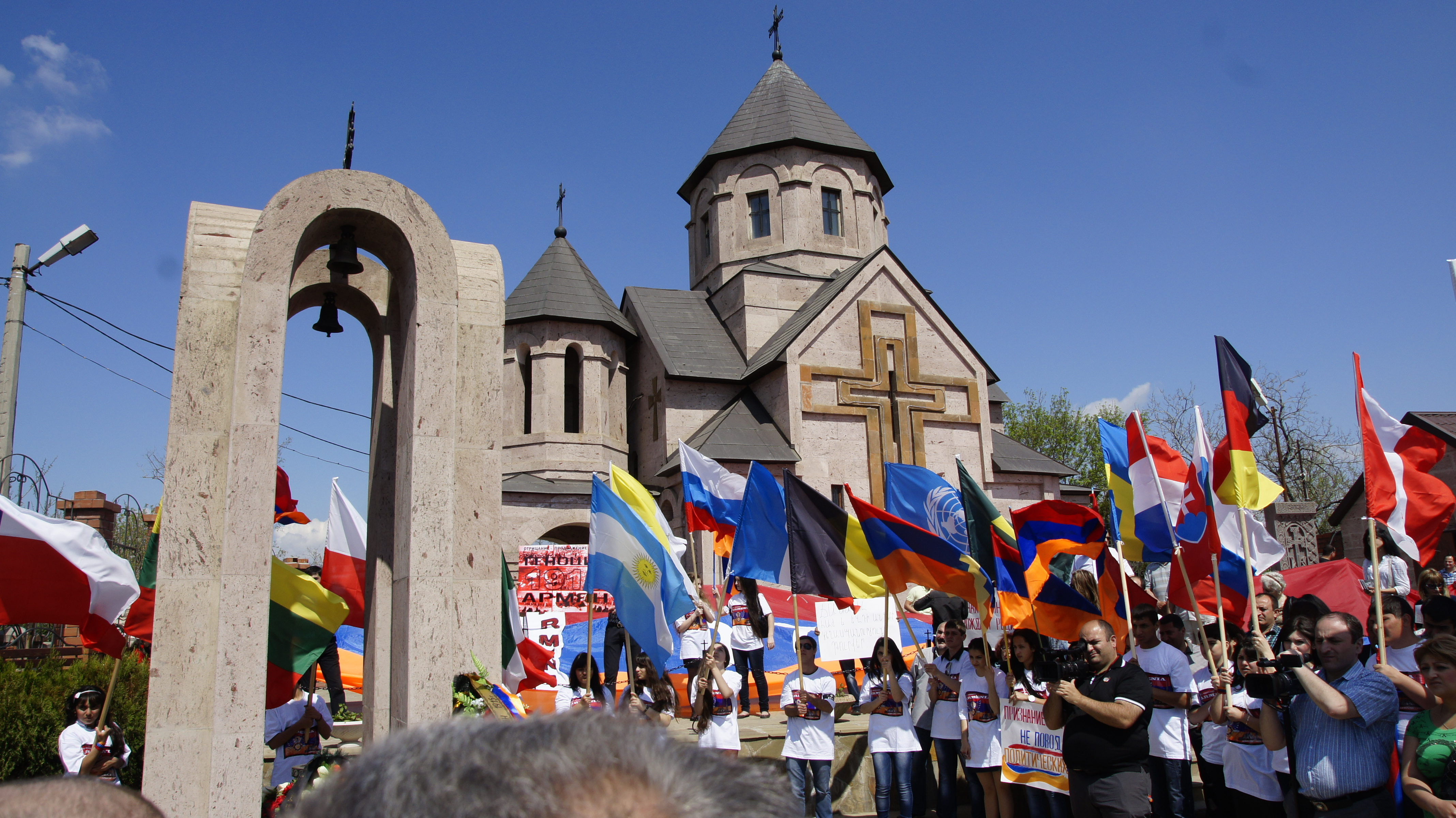
إحياء ذكرى الإبادة الجماعية للأرمن في فولغوغراد، 2012

وفقا لـاتحاد الأرمن الروس، هناك 2.5 مليون أرمني يعيشون في روسيا اليوم. ووفقًا للمصدر نفسه، هناك حوالي 850.000 مهاجر من أرمينيا، و 350.000 من أذربيجان، و 250.000 من جورجيا، و 100.000 من أبخازيا و 180.000 من آسيا الوسطى، معظمهم من طاجيكستان وتركمانستان.
تشجع الحكومة الروسية الأرمن على الهجرة والاستقرار في روسيا وتوفر حوافز مالية وتساعدهم على الاستقرار.
يتمتع الأرمن في روسيا بأعلى معدلات التحصيل العلمي. وفقًا لتعداد عام 2002، حصل 21.4٪ من الأرمن على تعليم عال، و 31.8٪ حصلوا على تعليم «متوسط خاص» (أي التعليم المهني)، و 46.1٪ حصلوا على تعليم ثانوي.

## توزيع

توزيع الأرمن في روسيا 2010

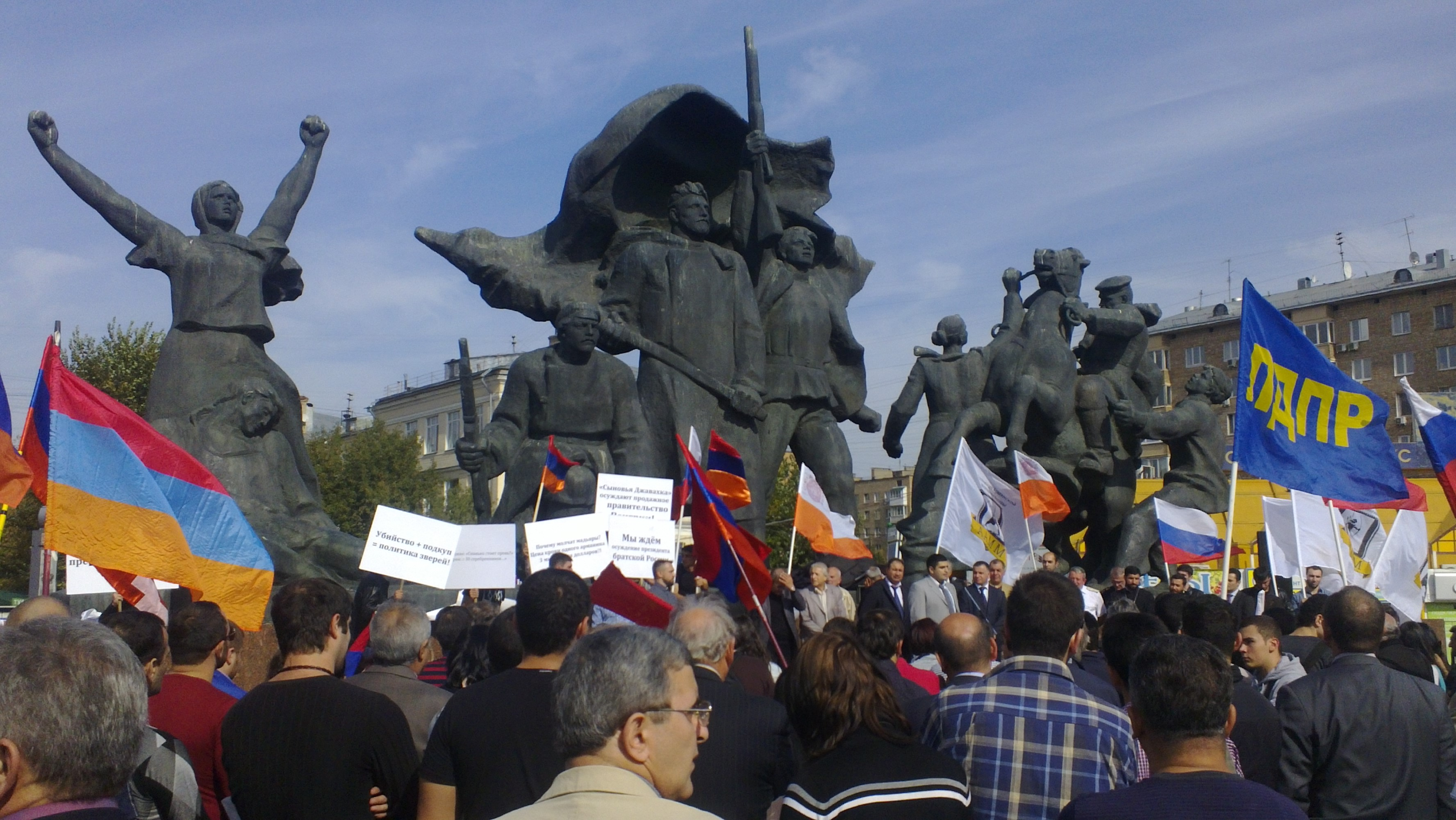
احتجاجات في موسكو ضد تسليم المجرم الأذربيجاني راميل صفروف في 2012.

| مرتبة | تقسيمات روسيا           | 1897   | 1959   | 1970   | 1979    | 1989    | 2002    | 2010    |
| ----- | ----------------------- | ------ | ------ | ------ | ------- | ------- | ------- | ------- |
| 1     | كراسنودار كراي          | 13٬926 | 78176  | 98589  | 120،797 | 182،217 | 274،566 | 281680  |
| 2     | كراي ستافروبول          | 5٬385  | 25،618 | 31،096 | 40،504  | 72،530  | 149،249 | 161،324 |
| 3     | مدينة موسكو             | 1٬604  | 18،379 | 25584  | 31414   | 43989   | 124،425 | 106،466 |
| 4     | روستوف أوبلاست          | 27٬234 | 49305  | 53620  | 56902   | 62603   | 109،994 | 110727  |
| 5     | محافظة موسكو            | —      | 5،353  | 5،683  | 7549    | 9،245   | 39660   | 63306   |
| 6     | فولغوغراد أوبلاست       | —      | —      | 2،898  | 4،229   | 6،784   | 26974   | 27846   |
| 7     | ساراتوف أوبلاست         | 168    | 1،046  | 1،815  | 3،531   | 6،404   | 24.976  | 23،841  |
| 8     | سمارا أوبلاست           | —      | 1،027  | 1،629  | 2،216   | 4،162   | 21،566  | 22،981  |
| 9     | مدينة سانت بطرسبرغ      | 753    | 4،897  | 6،628  | 7،995   | 12070   | 19164   | 19،971  |
| 10    | أوسيتيا الشمالية-ألانيا | 2٬093  | 12،012 | 13،355 | 12،912  | 13،619  | 17،147  | 16،235  |
| 11    | أديغيا                  | —      | 3،013  | 5،217  | 6،359   | 10460   | 15268   | 15561   |

### موسكو

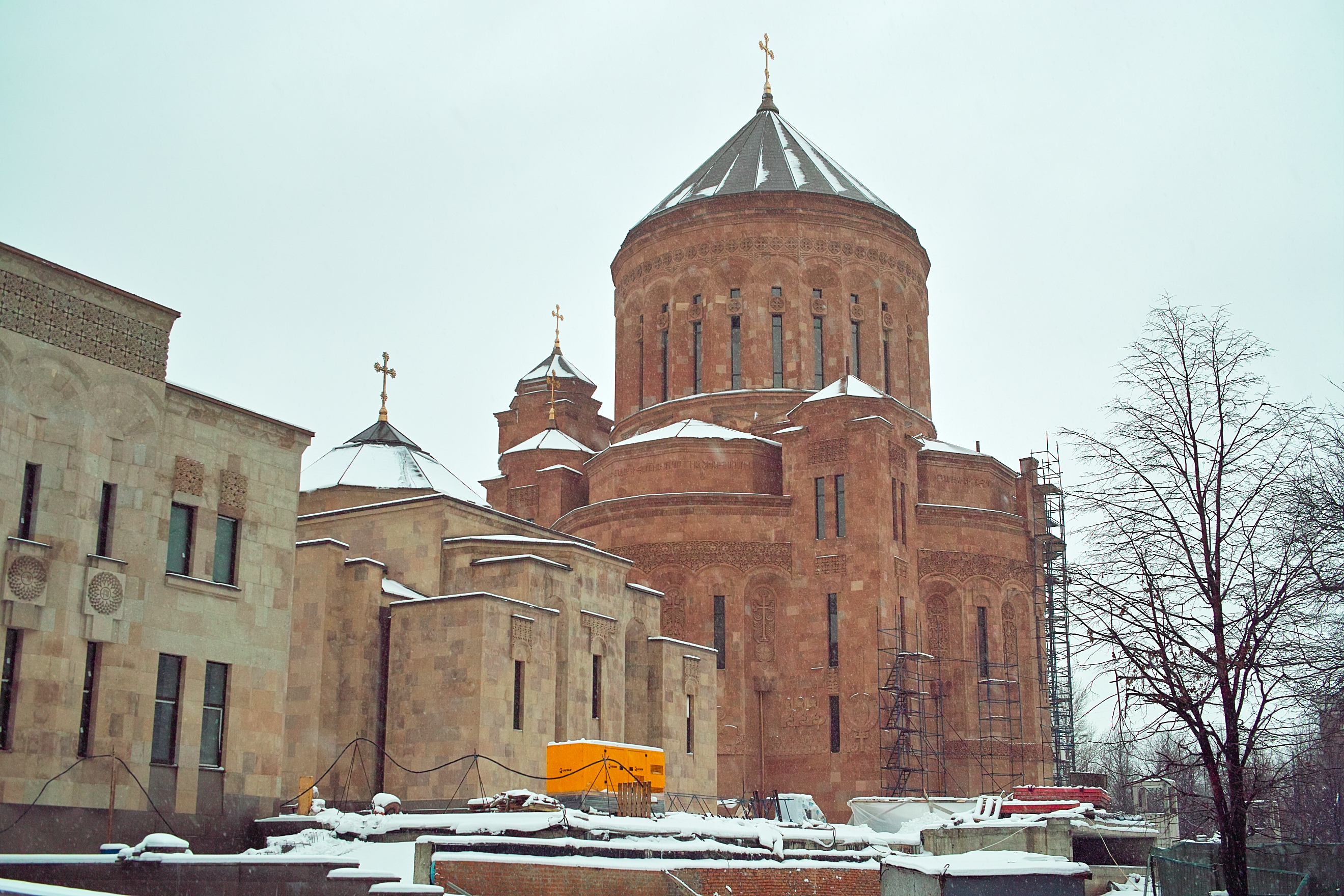
كاتدرائية موسكو الأرمنية، اكتمل بناؤها في عام 2011

قدّر التعداد الروسي لعام 2010 عدد الأرمن في مدينة موسكو عند 106466. وكان 63306 أرمني يعيشون في محافظة موسكو في ذلك الوقت. هناك تقديرات مختلفة غير رسمية حول عدد الأرمن في موسكو: 400000، أو 600000، أو 1،000،000. غالبًا ما يُعتبر أرمن موسكو أكبر جالية أرمنية خارج أرمينيا.

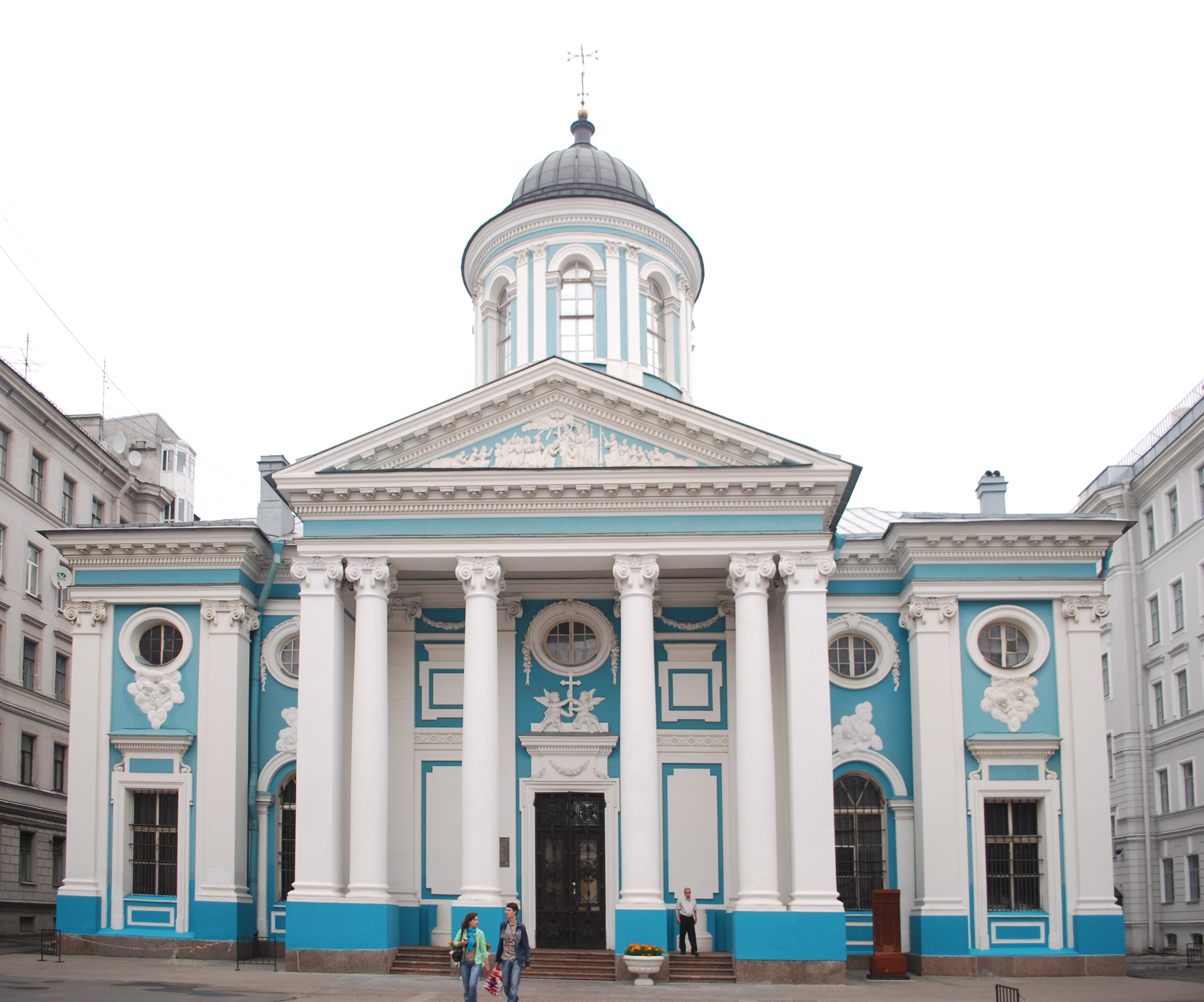
كنيسة القديسة كاترين الأرمنية، سانت بطرسبرغ

### سان بطرسبرغ
في عام 1708 جاء أول الأرمن إلى سانت بطرسبرغ، وفي عام 1710 كانت في المدينة مكاتب أرمنية. في عام 1730، تحت قيادة الكاهن إيفان شيريستانوفا، نُظّمت الرعية الأولى للكنيسة الرسولية الأرمنية. طوال القرن العشرين، كان عدد السكان الأرمن في سانت بطرسبرغ يتزايد باطراد. ارتفع عدد الأرمن في سانت بطرسبرغ من 1759 عام 1926 إلى 19164 عام 2002.
وفقًا للتعداد السوفيتي لعام 1989، فإن 47٪ من الأرمن يتحدثون الأرمينية كلغة أم، ويجيدون اللغة الروسية، بينما 52٪ يتحدثون الروسية كلغة أم. حوالي نصف الأرمن حصلوا على تعليم عالٍ وبالتالي على مكانة اجتماعية أعلى.
وفقا لرئيس الجالية الأرمنية في سانت بطرسبرغ كارين ميرتشيان، يعيش حاليًا حوالي 100.000 أرمني في منطقة سانت بطرسبرغ. هناك كنيستان، ومدرسة أحد ومكتبة تتبع الجالية الأرمنية.

### كراسنودار
تعتبر كراسنودار كراي إحدى أكبر مجتمعات الأرمن في الشتات. وفقًا لتعداد عام 2002 الروسي، كان هناك 274666 أرمني فيها. تحدث 211397 منهم الأرمينية كلغة الأم و 6948 كانوا يحملون الجنسية الأرمينية.
بينما تشير تقديرات غير رسمية مختلفة إلى وجود 500.000، أو 700000 أو 1،000،000 أرمني يقيمون في كراسنودار.
يتركز الأرمن في سوتشي الكبرى (80،045 أو 125،000) ومدينة كراسنودار (28،022  أو 70،000)، مدينة أرمافير (50،000) توابسي (18194)  ، نوفوروسيسك (12092 -40000)  أبشيرون (10659)، وأنابا (8201).

### روستوف على نهر الدون
تاريخياً، كانت منطقة الدون موطنًا لأكبر جالية أرمنية على أراضي الاتحاد الروسي الحديث. أُعيد توطين الأرمن من شبه جزيرة القرم في عام 1779 بأوامر من كاترين الثانية وأسسوا عدة مستوطنات حول أراضي روستوف في الدون الحديثة. تم دمج أكبرها، ناخيتشيفان، في مدينة روستوف في عام 1928. لا يزال الأرمن يشكلون غالبية سكان منطقة مياسنيكوفسكي. في عام 2010 كان في روستوف ثالث أكبر عدد من الأرمن في جميع المدن الروسية (بعد موسكو وكراسنودار كراي).

## روابط خارجية
- السفارة الأرمنية في الاتحاد الروسي
- نبأ الأرمن في بطرسبورغ
- الموقع الرسمي أرمافير، روسيا